# Peggy Whitson
Peggy Annette Whitson, född 9 februari 1960 i Mount Ayr, Iowa, är en amerikansk astronaut. Hon blev uttagen i astronautgrupp 16 den 5 december 1996. Whitson är den kvinna som har tillbringat längst tid i rymden, hela 665 dagar, fördelad på tre olika uppdrag. Under sin tid i rymden gjorde hon tio rymdpromenader.
I oktober 2007 blev hon den första kvinnliga befälhavaren på den internationella rymdstationen ISS. Och i april 2017 blev hon den första kvinnan att föra befälet på rymdstationen en andra gång.
Asteroiden 15057 Whitson är uppkallad efter henne.

## Rymdfärder
- Juni - december 2002. Till ISS med STS-111, Expedition 5, hem med STS-113.

- Oktober 2007 - april 2008. Befälhavare för Expedition 16, till ISS med Sojuz TMA-11, hem med Sojuz TMA-11.

- November 2016 - september 2017. Tillsammans med fransmannen Thomas Pesquet, den ryske kosmonauten Oleg Novitskij sköts Whitson upp från rymdbasen Baikonur i Kazakstan 27 november, som deltagare i Expedition 50 och Expedition 51 på ISS.[2] Expedition 50 avslutades den 10 april 2017, Whitson stannade som planerat kvar på ISS som deltagare i Expedition 51. Expedition 51 avslutades 2 juni 2017. Då det fanns en plats ledig på Sojuz MS-04 beslutades det i april 2017 att Whitson även skulle överföras till Expedition 52, som avslutades den 3 september 2017, då Fjodor Jurtjichin, Jack D. Fischer och Whitson återvände till jorden med Sojuz MS-04.[3]

- Axiom Mission 2, privatfinansierad flygning till ISS.

## Rymdfärdsstatistik
| Färd                                             | Datum                               | Tid               | EVA        |
| ------------------------------------------------ | ----------------------------------- | ----------------- | ---------- |
| STS-111, ISS-5, STS-113                          | 5 juni - 7 december 2002            | 184 d, 22 t, 14 m | 4 t, 25 m  |
| Sojuz TMA-11, ISS-16                             | 10 oktober 2007 - 19 april 2008     | 191 d, 19 t, 7 m  | 34 t, 49 m |
| Sojuz MS-03, ISS-50, ISS-51, ISS-52, Sojuz MS-03 | 17 november 2016 - 3 september 2017 | 289 d, 5 t, 1 m   | 20 t, 35 m |
| Axiom Mission 2                                  | 21 maj - 31 maj 2023                | 9 d, 5 t, 26 m    | 0 m        |
| Totalt                                           | Totalt                              | 675 d, 3 t, 48 m  | 60 t, 21 m |